# Roland Stoltz
Roland Stig Stoltz (* 15. srpna 1954 v Överkalixu) je bývalý švédský hokejový útočník a trenér.

## Hráčská kariéra
S hokejem začínal v rodném městě, v týmu Överkalix IF, kde debutoval ve třetí nejvyšší švédské ligy v sezóně 1971/72. Za tu dobu stihl odehrát 15 zápasů v nichž nasbíral rovněž 15 bodů. Poté odešel do týmu IFK Lulea, který hrával druhou nejvyšší ligu ve švédsku. Za tým odehrál tři sezóny. V létě roku 1975 se nejvyšší liga přejmenovala na Elitserien a rovněž přestoupil do týmu Skelleftea AIK, který tam působil. Již v prvním ročníku se v týmu stal třetím nejlepším hráčem v kanadském bodování a v následujících čtyřech sezón se v týmu umístil okolo pátého místa a v sezóně 1980/81 se stal nejlepším hráčem klubu. Za jeho výkon v ročníku 1980/81 si zahrál v mistrovství světa v roce 1981 a s reprezentačním týmem vybojovali stříbro.
5. června 1981 podepsal smlouvu s týmem Washington Capitals jako volný hráč. V Capitals odehrál 14 zápasů v nichž si připsal dva góly a asistence. Poté se rozhodl vrátit se do Švédska do týmu Skelleftea AIK, se kterým odehrál šest sezón. Sice sezóna 1984/85 se jim vůbec nepodařila a sestoupili do nižší ligy HockeyAllsvenskan ale v následujícím ročníku se probojovali zpět do Elitserien. Poslední sezónu v klubu odehrál v ročníku 1986/87 ve kterém nasbíral nejmíň bodů v průměru na jeden zápas za svou kariéru v Elitserien. Na závěr své kariéry odešel do týmu Malå IF, který hrál ligu Division 1. Konec hráčské kariéry ukončil v ročníku 1988/89 v zápase v týmu Malå IF a v utkáni si připsal dva góly a dvě asistence.

## Trenérská kariéra
V sezóně 2000/01 se stal hlavním trenérem týmu Skellefteå AIK.

## Prvenství
- Debut v NHL – 7. října 1981 (Buffalo Sabres proti Washington Capitals)
- První asistence v NHL – 11. října 1981 (Boston Bruins proti Washington Capitals)
- První gól v NHL – 10. října 1981 (Washington Capitals proti Detroit Red Wings, kanadskému brankáři Gilles Gilbert)

## Klubové statistiky
| Sezóna       | Klub                | Soutěž       |     | Základní část | Základní část | Základní část | Základní část | Základní část |   | Play off | Play off | Play off | Play off | Play off |
| Sezóna       | Klub                | Soutěž       | Z   | G             | A             | B             | TM            | Z             | G | A        | B        | TM       |          |          |
| 1971/1972    | Överkalix IF        | Div.3        | 15  | 12            | 3             | 15            |               | —             | — | —        | —        | —        |          |          |
| 1972/1973    | IFK Lulea           | Div.2        | 17  | 11            |               | 11            |               | —             | — | —        | —        | —        |          |          |
| 1973/1974    | IFK Lulea           | Div.2        | 24  | 26            |               | 26            |               | —             | — | —        | —        | —        |          |          |
| 1974/1975    | IFK Lulea           | Div.2        |     |               |               |               |               | —             | — | —        | —        | —        |          |          |
| 1975/1976    | Skellefteå AIK      | SEL          | 32  | 15            | 10            | 25            | 8             | 3             | 0 | 1        | 1        | 2        |          |          |
| 1976/1977    | Skelleftea AIK      | SEL          | 32  | 12            | 5             | 17            | 16            | —             | — | —        | —        | —        |          |          |
| 1977/1978    | Skelleftea AIK      | SEL          | 34  | 13            | 13            | 26            | 14            | 5             | 0 | 1        | 1        | 2        |          |          |
| 1978/1979    | Skelleftea AIK      | SEL          | 36  | 16            | 12            | 28            | 26            | —             | — | —        | —        | —        |          |          |
| 1979/1980    | Skelleftea AIK      | SEL          | 36  | 15            | 9             | 24            | 44            | —             | — | —        | —        | —        |          |          |
| 1980/1981    | Skelleftea AIK      | SEL          | 35  | 18            | 19            | 37            | 34            | 3             | 0 | 0        | 0        | 0        |          |          |
| 1981/1982    | Washington Capitals | NHL          | 14  | 2             | 2             | 4             | 14            | —             | — | —        | —        | —        |          |          |
| 1981/1982    | Skelleftea AIK      | SEL          | 20  | 7             | 7             | 14            | 24            | —             | — | —        | —        | —        |          |          |
| 1982/1983    | Skelleftea AIK      | SEL          | 31  | 4             | 8             | 12            | 26            | —             | — | —        | —        | —        |          |          |
| 1983/1984    | Skelleftea AIK      | SEL          | 35  | 8             | 22            | 30            | 36            | —             | — | —        | —        | —        |          |          |
| 1984/1985    | Skelleftea AIK      | SEL          | 36  | 17            | 17            | 34            | 36            | —             | — | —        | —        | —        |          |          |
| 1985/1986    | Skelleftea HC       | HAll         | 30  | 15            | 23            | 38            | 28            | —             | — | —        | —        | —        |          |          |
| 1986/1987    | Skelleftea HC       | SEL          | 34  | 7             | 11            | 18            | 38            | —             | — | —        | —        | —        |          |          |
| 1987/1988    | Malå IF             | Div.1        | 23  | 19            | 23            | 42            |               | —             | — | —        | —        | —        |          |          |
| 1988/1989    | Malå IF             | Div.1        | 1   | 2             | 2             | 4             | 0             | —             | — | —        | —        | —        |          |          |
| Celkem v NHL | Celkem v NHL        | Celkem v NHL | 14  | 2             | 2             | 4             | 14            | —             | — | —        | —        | —        |          |          |
| Celkem v SEL | Celkem v SEL        | Celkem v SEL | 361 | 132           | 133           | 265           | 305           | 11            | 0 | 1        | 1        | 4        |          |          |

## Reprezentace
| Rok                       | Tým                       | Soutěž                    | Z | G | A | B | TM |
| ------------------------- | ------------------------- | ------------------------- | - | - | - | - | -- |
| 1981                      | Švédsko                   | MS                        | 8 | 1 | 2 | 3 | 6  |
| Seniorská kariéra celkově | Seniorská kariéra celkově | Seniorská kariéra celkově | 8 | 1 | 2 | 3 | 6  |